# 11361 Орбінський
11361 Орбінський (11361 Orbinskij) — астероїд головного поясу, відкритий 28 лютого 1998 року.
Тіссеранів параметр щодо Юпітера — 3,467.
Названий на честь астронома Одеського філіалу Пулковської обсерваторії.